# الأتراك (الجيش العباسي)
الأتراك في الجيش العبَّاسي أو الفرقة التركيَّة، هو تشكيل عسكري نظامي في جيش الخلافة العبَّاسيَّة، تشكَّل بشكلٍ مُصغَّر في عهد الخليفة أبو جعفر المنصور (حكم 754-775) جنبًا إلى جنب مع العرب والفرس، إلا أن الخليفة المعتصم بالله (حكم 833-842) أحدث تغيير جذري في بنية الجيش العبَّاسي وعناصره، واستكثر منهم بسبب وقوف العرب والفرس في صف العبَّاس بن المأمُون.

## خلفية
اعتمدت الخلافة العبَّاسيَّة على العنصرين العربي والفارسي في جيوشها بالإضافة إلى بعض العناصر الأخرى من البلاد والأقاليم التي فُتحت في العصر الرَّاشدي والأموي، وكان أول ذلك أن الخليفة أبو جعفر المنصور استخدم حمادًا التركي حاجبًا له كما ولَّاه في مُهمات عسكريَّة، ليسير من خلفه بقية الخُلفاء في استخدام الأتراك حُجابًا لقصورهم غالبًا.

## الاعتماد عليهم
اختلفت الأمور بعد مجيء الخليفة المُعتصم بالله إلى السُّلطة، فكان يُميل إلى الأتراك كما أن والدته ماردة جارية تركيَّة الأصل. فقد رأى المُعتصم أن الأبناء لا يوثق بهم لكثرة اضطرابهم وقيامهم على الخُلفاء، بينما كان يرى للأتراك من شدة البأس والنجدة ما يجعله أن يقرر الإكثار من إحضار الأتراك من بلاد ما وراء النهر، فأحضر أعدادًا عظيمة بلغت نحو 70 ألف، وأسكنهم بغداد. قرر المُعتصم إسقاط العرب والفرس من كافة الدواوين بحيث لم يبق من الجيش في عهده إلا الأتراك والأبناء، وذلك بعد أن رأى التفافهم نحو العبَّاس بن المأمُون ومحاولة الانقلاب عليه. لم يكن هذا التشكيل هو الوحيد الذي أسسه المُعتصم، بل اصطنع تشكيلًا جديدًا من حوف مصر وحوف اليمن وحوف قيس، وسمَّاهم المغاربة.
كان الأتراك قومًا جُفاة يركبون الدواب فيركضون في طرق بغداد وشوارعها، فيصدمون الرجل والمرأة والصبي، وربما مات بعضهم، وبسبب ذلك، قام الأبناء بسحل بعضهم عن دوابهم، فيضربوهم وربما قُتل بعضهم من جراحهم، فاشتكى كُلًا من الأتراك وعامَّة الناس مما يحصل لهم، ما جعله يبني مدينة سُرَّ من رأى بهدف نقل الأتراك إليها والبقاء معهم في العاصمة الجديدة. إلا أنه ندم على استقدامهم والاعتماد عليهم في آخر حياته. وقد انتقد عددًا من المُؤرخون قيام المُعتصم بالاعتماد عليهم، ومنهم المُؤرخ والشيخ المصري محمد الخضري بك حيث علَّق قائلًا: «المُعتصم وحده يتحمَّل تبعة أكثر ما حل بالعباسيين من بعده من اضطراب أمرهم وضعف سلطانهم وما حل بالأمة العربيَّة من غلبة هذا العنصر الغريب على أمرها»، كما أشار إلى أن الشجاعة لا تكفي قائلًا: «لم يكن الرجل بعيد النظر في العواقب وإنما كان شجاعًا جسورًا يحب الشجعان ويعتز بهم مهما كان شأنهم سواء كانت لهم أحساب يحمونها أم ليس لهم أحساب وسواء كان يهمهم شأن الدولة وبقاؤها أم لا؟ وهذا خطأ عظيم يحط بقدر الدول وينزلها من عظمتها».
بعد وفاة المُعتصم، تولَّى ابنه هارون الواثق بالله عرش الخلافة (حكم 842-847)، فسار على سياسة أبيه في الاعتماد على الأتراك في الجيش والإدارة، وقد ساهم الأتراك في فترة خلافته بشكلٍ كبير، فقد تمكنوا من القضاء على العديد من الثورات والاضطرابات في فارس وشبه الجزيرة العربية، مما جعله يُقربهم إليه، ويزيد في إكرامهم ومكافأتهم.

## تسببهم بفوضى سامرَّاء
ازداد الأتراك نفوذًا وقُوة مع تقدُّم السنوات والخُلفاء، فبعد وفاة المُعتصم والواثق، كان الأتراك قد استبدوا بأمور الخلافة، وبدأو يصطدمون بالخليفة جعفر المتوكل على الله (847-861)، وقد حاول المُتوكل أن يُقلص من نفوذهم ويضعف شوكتهم، فبدأ بإيتاخ الخزري وتمكن من قتله بعد حيلة، كما ترك سامرَّاء كرهًا لهم، وحاول الاستقرار في دمشق واتخاذها عاصمة والاستعانة بالعرب، إلا أنه اضطَّر للعودة إلى العراق. لم يعد المُتوكل إلى سامرَّاء، بل فضَّل بناء منطقة سماها المُتوكليَّة، إلا أن الأتراك لم يكونوا مطمئنين إلى المُتوكل، وأدركوا أنه يريد النيل منهم واحدًا تلو الآخر، وما زاد من ذلك أن وزير المُتوكل عبيد الله بن خاقان قد حرَّض المُتوكل على ابنه المُنتصر، ما زاد من الشَّرخ بين الأب وابنه، فمال الأتراك إلى المُنتصر، ليقوموا بقتل الخليفة المُتوكل في مجلسه في 11 ديسمبر 861 م، مُسببين بذلك قيام فترة تاريخيَّة تُعرف بفوضى سامرَّاء، والتي تسببت باضطرابات وخروج أقاليم وولايات كثيرة عن الخلافة العبَّاسيَّة. يُعلق المُؤرخ محمد الخضري بك على الحادثة قائلًا: «وهذه الحادثة أول ثمرة لغرس المُعتصم، فإنه ملَّك الخلافة قومًا لا حلوم لهم وليس لهم من الأخلاق ما يمنعهم مما فعلوا، ولا من العصبية ما يجعل جانبهم مأمونًا، وأجلَّ من ذلك أن يكون وليُّ العهد شريكًا في دم أبيه». كان لهذه التدخُّلات إيذانًا بخلع وقتل العديد من الخُلفاء بدءًا من المُنتصر (861-862) ومرورًا بالمُستعين (862-866)، والمُعتز (866-869) حتى المُهتدي بالله (869-870) لعدم توافق الأتراك معهم. انتهت بعد أن تمكن الأمير ووليُّ العهد، الموفق بالله بن المُتوكل، من وضع حد لنفوذ الأتراك، فوصل إلى قيادة الجيش في عهد أخيه الخليفة أحمد المعتمد على الله (870-892) بناءً على طلبهم، ما جعله يتمكن من تحسين وضبط الشؤون الداخلية للبلاد، كما أرسى استقرارًا وانتعاشًا في الخلافة امتد إلى حكم ابنه أحمد المعتضد بالله (892-902) وعلي المكتفي بالله (902-908) حتى فترة الخليفة جعفر المقتدر بالله (908-932).

### فهرس المنشورات
1. 1 2  الجبيلي (2015)، ص. 1327.
2. ↑  الخضري (2003)، ص. 220.
3. ↑  الجبيلي (2015)، ص. 1326-1327.
4. ↑  الخضري (2003)، ص. 221.
5. ↑  الخضري (2003)، ص. 224.
6. ↑  الخضري (2003)، ص. 243-244.
7. ↑  الخضري (2003)، ص. 251.
8. ↑  الخضري (2003)، ص. 252.
9. ↑  الخضري (2003)، ص. 253-343.

### معلومات المنشورات كاملة
الكتب العربيَّة مُرتبة حسب تاريخ النشر
- محمد الخضري بك (2003). الدولة العباسية. مراجعة: نجوى عباس. القاهرة: مؤسسة المختار للنشر. ISBN:978-977-5283-97-9. OCLC:54844608. OL:31601253M. QID:Q123224571.

مقالات محكمة
- علياء الجبيلي (2015). "عناصر الجيش العباسي وآثارها السياسية على الخلافة العباسية من 749 حتى 836 م". مجلة كلية الآداب في جامعة بنها. بنها. ج. 2 ع. 40: 1305–1351. DOI:10.21608/JFAB.2015.49911. ISSN:1687-2525. OCLC:8299664511. QID:Q124454831.